# Navarregadilla
Navarregadilla es una localidad española del municipio abulense de Santa María de los Caballeros, en la comunidad autónoma de Castilla y León.

## Historia
Pedro de la Gasca, conquistador y sacerdote español, nació en Navarregadilla en año 1493.
Hacia mediados del siglo XIX, la localidad, perteneciente ya por entonces a Santa María de los Caballeros, estaba formada por unas 20 casas. Aparece descrita en el decimoprimer volumen del Diccionario geográfico-estadístico-histórico de España y sus posesiones de Ultramar de Pascual Madoz de la siguiente manera:

NAVARREGADILLA: barr. en la prov. de Avila, part. jud. del Barco de Avila, térm. jurisd. y uno de los que componen el l. de Caballeros (Sta. Maria de los), en cuyo pueblo están incluidas las circunstancias de su localidad, pobl, y riq. (V.): tiene 20 casas.
(Madoz, 1848, p. 131)

En 2022 la localidad tenía empadronados 3 habitantes.